# 船川八幡宮
船川八幡宮（ふなかわはちまんぐう）は、岡山県新見市新見にある八幡宮。旧社格は県社。

## 祭神
- 譽田別尊[1]

## 歴史 由緒・起源
- 天正年間 山城国男山八幡宮より勧請
- 応永17年 焼失
- 応永21年 再建
- 正徳5年 現在地に移転
- 明治4年 「郷社舩川八幡神社」となる[1]
- 1938年 新見町大火災により社殿焼失[1]
- 1946年 「県社舩川八幡神社」と改称[1]
- 1947年 再建立[1]。
- 1991年 「船川八幡宮」と改称[1]

## 祭礼

### 祈年祭
4月15日

### 秋季大祭
10月14-15日
- 濁酒献供：神酒（どぶろく）が参拝者にふるまわれる[2]
- 湯立の神事（14日ー前夜祭）[2]
- 御神幸武器行列（15日ー本祭）新見市無形民俗文化財

### 新嘗祭
11月23日

## 所在地
- 〒718-0011 新見市新見1781[1]